# Javier Robles
Javier Robles Camacho (ur. 7 stycznia 1979 w Guadalajarze) – meksykański piłkarz występujący na pozycji obrońcy, obecnie zawodnik Cruz Azul Hidalgo.

## Kariera klubowa
Robles pochodzi z miasta Guadalajara i jest wychowankiem akademii juniorskiej tamtejszego zespołu Club Atlas. Do treningów seniorskiej drużyny został włączony jako osiemnastolatek przez argentyńskiego szkoleniowca Ricardo Lavolpe i w meksykańskiej Primera División zadebiutował 26 października 1997 w przegranym 1:2 spotkaniu z Veracruz. Nie potrafił sobie jednak wywalczyć miejsca w pierwszej ekipie i rozegrał w jej barwach zaledwie trzy ligowe mecze w ciągu pięciu lat. W wiosennym sezonie Verano 1999 zdobył z Atlasem tytuł wicemistrza Meksyku, lecz nie wystąpił wówczas w żadnym spotkaniu w najwyższej klasie rozgrywkowe. Pojawiał się również na boiskach w barwach drugoligowych rezerw Atlasu, Bachilleres de Guadalajara. W lipcu 2002 przeszedł do innej drugoligowej filii Atlasu, Atlético Cihuatlán, w której spędził kolejny rok bez większych sukcesów.
Latem 2003 Robles został piłkarzem innego meksykańskiego drugoligowca, Mérida FC, gdzie szybko wywalczył sobie miejsce w wyjściowej jedenastce. Podobną funkcję pełnił w kolejnych klubach z Primera División A, w których występował; latem 2004 w Delfines de Coatzacoalcos, wiosną 2005 w Huracanes de Colima, a w późniejszym czasie również Tigres Los Mochis, będącego ekipą filialną pierwszoligowego Tigres UANL z miasta Monterrey. W lipcu 2006 został graczem zespołu Puebla FC, gdzie od razu został wybrany przez szkoleniowca José Luisa Sáncheza Solę na kapitana drużyny. Początkowo był kluczowym punktem defensywy klubu, lecz po kilku miesiącach zaczął tracić miejsce w wyjściowym składzie. Mimo to w sezonie Apertura 2006 triumfował z Pueblą w rozgrywkach drugiej ligi meksykańskiej, co po sezonie 2006/2007 zaowocowało awansem ekipy do najwyższej klasy rozgrywkowej. Tam pozostawał głębokim rezerwowym Puebli i w styczniu 2008 został wypożyczony na okres pół roku do innego klubu z tego samego miasta, drugoligowego Lobos BUAP.
Latem 2008 Robles udał się na ponowne wypożyczenie, tym razem do występującego w drugiej lidze meksykańskiej Club Tijuana. W sezonie Clausura 2009 dotarł z tym zespołem do dwumeczu finałowego Primera División A, przegrywając w nim jednak ze swoim byłym klubem, Méridą. Mimo to jego dobre występy w ekipie prowadzonej przez urugwajskiego trenera Wilsona Graniolattiego sprawiły, że po upływie dwunastu miesięcy zarząd Tijuany zdecydował się wykupić go na stałe z Puebli. W drużynie z północy kraju występował jeszcze przez rok jako podstawowy piłkarz, po czym przez sześć miesięcy pozostawał bez klubu, a wiosną 2011 podpisał umowę z Atlante UTN z siedzibą w mieście Nezahualcóyotl, pełniącego rolę filii pierwszoligowego Atlante. Po pół roku zespół zmienił nazwę na Neza FC i w drużynie tej Robles spędził kolejny sezon. W lipcu 2012 został piłkarzem Cruz Azul Hidalgo, filii pierwszoligowego klubu Cruz Azul.

## Kariera reprezentacyjna
W 1997 roku Robles został powołany przez selekcjonera José Luisa Reala do reprezentacji Meksyku U-20 na Młodzieżowe Mistrzostwa Świata w Malezji. Tam był podstawowym piłkarzem swojej drużyny; wystąpił w trzech spotkaniach, z czego w dwóch w wyjściowym składzie, nie strzelając gola. Jego kadra odpadła ostatecznie ze światowego czempionatu w 1/8 finału.